# Obelidium megarhizum
Obelidium megarhizum är en svampart som beskrevs av Willoughby 1961. Obelidium megarhizum ingår i släktet Obelidium och familjen Chytridiaceae.   Inga underarter finns listade i Catalogue of Life.